# Ben Godfrey
Ben Godfrey, né le 15 janvier 1998 à York en Angleterre, est un footballeur international anglais qui évolue au poste de défenseur à Ipswich Town en prêt de l'Atalanta Bergame.

## Biographie

### Débuts professionnels
Le 18 août 2015, il joue son premier match professionnel lors d'une rencontre de D4 anglaise contre Yeovil Town. Il est titulaire au sein du club jusqu'à son départ pour Norwich.
Le 15 janvier 2016, il rejoint Norwich City, club évoluant en D2 anglaise. Le 23 août 2016, il fait ses débuts pour les Canaries lors d'un match contre Coventry City en Coupe de la Ligue, marquant un but lors d’une victoire 6-1.
Le 24 août 2017, il est prêté à Shrewsbury Town, en D3 anglaise, avec lequel il dispute cinquante-et-un matchs toutes compétitions confondues.
En 2018-2019 et 2019-2020, il devient titulaire à Norwich City. Il a joué dans leurs quatre matchs de l'EFL Cup, mais ses apparitions en championnat se sont limitées à des entrées en tant que remplaçant jusqu'en décembre.

### Everton FC
Le 5 octobre 2020, Ben Godfrey s'engage pour cinq saisons avec l'Everton FC,. Il quitte donc Norwich après avoir inscrit cinq buts en soixante-dix-huit matchs toutes compétitions confondues. Il joue son premier match sous ses nouvelles couleurs le 17 octobre 2020, lors du derby face au Liverpool FC, en Premier League. Il entre en jeu à la place de Séamus Coleman et les deux équipes se neutralisent (2-2)

### Atalanta Bergame
Le 28 juin 2024, Godfrey a signé avec le club de Serie A, Atalanta, pour un montant non divulgué,,,, rapporté à environ 11 millions de livres sterling avec une clause de revente,.

### Carrière en équipe nationale
Le 21 mars 2019, il fait ses débuts en faveur de l'équipe d'Angleterre des moins de 20 ans, en étant titularisé lors d'un match contre la Pologne (défaite 1-3). Cinq jours plus tard, il est de nouveau titularisé, face au Portugal (défaite 1-0).
Pré-sélectionné par Gareth Southgate dans une liste élargie de trente-trois joueurs susceptibles de disputer l'Euro 2020, Ben Godfrey n'est cependant pas présent dans le groupe final de vingt-six joueurs.
Le 2 juin 2021, Ben Godfrey honore sa première sélection avec l'équipe d'Angleterre à l'occasion d'un match amical contre l'Autriche (victoire 1-0).

## Statistiques
| Saison                | Club                   | Championnat           | Championnat | Championnat | Coupe nationale | Coupe nationale | Coupe de la Ligue | Coupe de la Ligue | Compétition(s) continentale(s) | Compétition(s) continentale(s) | Compétition(s) continentale(s) | Play-offs | Play-offs | Supercoupe UEFA | Supercoupe UEFA | Angleterre | Angleterre | Total | Total |
| Saison                | Club                   | Division              | M.          | B.          | M.              | B.              | M.                | B.                | Comp.                          | M.                             | B.                             | M.        | B.        | M.              | B.              | M.         | B.         | M.    | B.    |
| 2015-2016             | York City              | League Two            | 12          | 1           | 2               | 0               | 1                 | 0                 | -                              | -                              | -                              | -         | -         | -               | -               | -          | -          | 15    | 1     |
| Sous-total            | Sous-total             | Sous-total            | 12          | 1           | 2               | 0               | 1                 | 0                 | -                              | -                              | -                              | -         | -         | -               | -               | -          | -          | 15    | 1     |
| 2016-2017             | Norwich City           | Championship          | 2           | 0           | 1               | 0               | 3                 | 1                 | -                              | -                              | -                              | -         | -         | -               | -               | -          | -          | 6     | 1     |
| 2018-2019             | Norwich City           | Championship          | 31          | 4           | 1               | 0               | 4                 | 0                 | -                              | -                              | -                              | -         | -         | -               | -               | -          | -          | 36    | 4     |
| 2019-2020             | Norwich City           | Premier League        | 30          | 0           | 2               | 0               | 1                 | 0                 | -                              | -                              | -                              | -         | -         | -               | -               | -          | -          | 33    | 0     |
| 2020-2021             | Norwich City           | Championship          | 3           | 0           | -               | -               | -                 | -                 | -                              | -                              | -                              | -         | -         | -               | -               | -          | -          | 3     | 0     |
| Sous-total            | Sous-total             | Sous-total            | 66          | 4           | 4               | 0               | 8                 | 1                 | -                              | -                              | -                              | -         | -         | -               | -               | -          | -          | 78    | 5     |
| 2017-2018             | Shrewsbury Town (prêt) | League One            | 40          | 1           | 8               | 0               | -                 | -                 | -                              | -                              | -                              | 3         | 0         | -               | -               | -          | -          | 51    | 1     |
| Sous-total            | Sous-total             | Sous-total            | 40          | 1           | 8               | 0               | 0                 | 0                 | -                              | -                              | -                              | 3         | 0         | -               | -               | -          | -          | 51    | 1     |
| 2020-2021             | Everton FC             | Premier League        | 31          | 0           | 4               | 0               | 1                 | 0                 | -                              | -                              | -                              | -         | -         | -               | -               | 2          | 0          | 38    | 0     |
| 2021-2022             | Everton FC             | Premier League        | 24          | 0           | 2               | 0               | 1                 | 0                 | -                              | -                              | -                              | -         | -         | -               | -               | -          | -          | 27    | 0     |
| 2022-2023             | Everton FC             | Premier League        | 13          | 0           | 1               | 0               | -                 | -                 | -                              | -                              | -                              | -         | -         | -               | -               | -          | -          | 14    | 0     |
| 2023-2024             | Everton FC             | Premier League        | 15          | 0           | -               | -               | 1                 | 0                 | -                              | -                              | -                              | -         | -         | -               | -               | -          | -          | 16    | 0     |
| Sous-total            | Sous-total             | Sous-total            | 83          | 0           | 7               | 0               | 3                 | 0                 | -                              | -                              | -                              | -         | -         | -               | -               | 2          | 0          | 95    | 0     |
| 2024-2025             | Atalanta Bergame       | Serie A               | 1           | 0           | 1               | 0               | -                 | -                 | C1                             | 2                              | 0                              | -         | -         | 1               | 0               | -          | -          | 5     | 0     |
| Sous-total            | Sous-total             | Sous-total            | 1           | 0           | 1               | 0               | -                 | -                 | -                              | 2                              | 0                              | -         | -         | 1               | 0               | -          | -          | 5     | 0     |
| 2024-2025             | Ipswich Town (prêt)    | Premier League        | 1           | 0           | 1               | 0               | -                 | -                 | -                              | -                              | -                              | -         | -         | -               | -               | -          | -          | 2     | 0     |
| Sous-total            | Sous-total             | Sous-total            | 1           | 0           | 1               | 0               | -                 | -                 | -                              | -                              | -                              | -         | -         | -               | -               | -          | -          | 2     | 0     |
| Total sur la carrière | Total sur la carrière  | Total sur la carrière | 203         | 6           | 23              | 0               | 12                | 1                 | -                              | 2                              | 0                              | 3         | 0         | 1               | 0               | 2          | 0          | 246   | 7     |

## Palmarès

### En club
- Norwich City
  - Champion d'Angleterre de deuxième division en 2019.